# Got to Be Certain
Got To Be Certain – trzeci singel australijskiej piosenkarki Kylie Minogue, pochodzący z jej debiutanckiego albumu Kylie z 1988 roku. Piosenka została wydana 2 maja 1988 roku. 

## Lista utworów i format
CD Single
1. "Got to Be Certain" (Extended) – 6:36
2. "I Should Be So Lucky" Extended Mix – 06:08
3. "Got To Be Certain" (Instrumental) – 03:17

7" Vinyl single
1. "Got to Be Certain" – 3:17
2. "Got to Be Certain" (Instrumental) – 3:17

12" Vinyl Single
1. "Got to Be Certain" (Extended) – 6:36
2. "Got to Be Certain" (Instrumental) – 3:17
3. "Got to Be Certain" – 3:17

12" Remix
1. "Got to Be Certain" (Ashes to Ashes – The Extra Beat Boys remix) – 6:52
2. "Got to Be Certain" (Instrumental) – 3:17
3. "Got to Be Certain" – 3:17

## Wyniki na listach przebojów
| Lista Przebojów w 1988        | Pozycja na Liście |
| ----------------------------- | ----------------- |
| Australian ARIA Singles Chart | 1                 |
| Belgian Singles Chart         | 1                 |
| Finnish Singles Chart         | 1                 |
| Hong Kong Singles Chart       | 1                 |
| Israeli Singles Chart         | 1                 |
| Lebanese Singles Chart        | 1                 |
| New Zealand Singles Chart     | 2                 |
| UK Singles Chart              | 2                 |
| Eurochart Hot 100             | 3                 |
| Norwegian Singles Chart       | 4                 |
| German Singles Chart          | 6                 |
| South African Singles Chart   | 6                 |
| Swiss Singles Chart           | 8                 |
| French Singles Chart          | 9                 |
| Sweden Singles Chart          | 18                |
| Ireland Singles Chart         | 6                 |
| Denmark Singles Chart         | 6                 |
| Austria Singles Chart         | 9                 |